# 대한민국의 텔레비전 드라마 목록 (ㅌ)
대한민국의 텔레비전 드라마 목록 (ㅌ)에서는 ㅌ으로 시작되는 제목의 대한민국의 드라마를 서술한다.

## 타
- 타인은 지옥이다
- 타임즈 (드라마)
- 탐나는도다 (드라마)
- 태양속으로
- 태양은 가득히 (2014년 드라마)
- 태양을 삼켜라
- 태양의 계절 (드라마)
- 태양의 남쪽
- 태양의 신부
- 태양의 여자
- 태양의 후예
- 태양인 이제마
- 태왕사신기
- 태조 왕건 (드라마)
- 태종 이방원 (드라마)

## 터
- 터치 (2020년 드라마)

## 토
- 토마토 (드라마)
- 토지 (1987년 드라마)
- 토지 (2004년 드라마)
- 톱스타 유백이
- 퇴역전선 (드라마)

## 투
- 투깝스
- 투명인간 최장수
- 투윅스
- 투 제니

## 트
- 트라이앵글 (드라마)
- 트랩 (드라마)
- 트로트의 연인
- 트리플 (드라마)
- 특별근로감독관 조장풍
- 특수수사일지: 1호관 사건
- 트레인